# 암피트리온

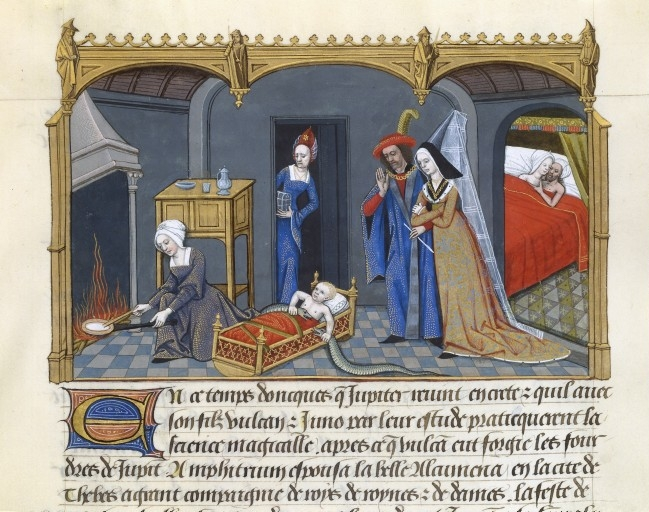

암피트리온(그리스어: Αμφιτρύων, Amphitryon)은 그리스 신화에서 헤라클레스의 양부였다. 그의 아내는 미케네 3대 왕 엘렉트리온의 맏딸인 알크메네(그리스어: Aλκμήνη)로 헤라클레스의 어머니였다. 알크메네는 페르세우스의 아들 알카이오스의 딸 아낙소의 딸이다.
엘렉트리온은 암피트리온을 시켜서 자신의 딸 알크메네와 결혼하는 조건으로 소를 되찾아오게 했고, 프테렐라오스를 살해한 암피트리온은 그가 소를 팔았다는 테살리아 왕을 찾아가 소 3백마리를 현금을 주고 사왔다. 잃어버린 소를 사온 것에 분개한 엘렉트리온은 암피트리온을 질책하였고 암피트리온은 화가 난 나머지 원반을 땅바당에 던졌다가 이것이 엘렉트리온의 이마에 맞고 죽게 된다.
스테넬로스는 형 엘렉트리온이 암피트리온이 던진 원반에 맞아 죽자, 암피트리온을 선왕 살해범으로 몰아서 미케네에서 추방하고 왕의 자리를 차지했다.
헤라클레스는 제우스가 이미 결혼한 여인인 알크메네와 동침하여 얻은 아들로 알려져 있다. 알크메네의 남편 암피트리온이 전쟁에 참가하여 집을 비운 틈을 타서 제우스는 암피트리온의 모습으로 변신하여 마치 전쟁에서 귀향하는 것인냥 알크메네를 속였는대 이때 알크메네는 남편 암피트리온과의 사이에서 갓 5살된 아들 이피클레스가 있었다.
그날 이후 알크메네는 첫째 아들 이피클레스에 이어 이피클레스가 5살이 되던 해 제우스의 아들인 헤라클레스를 출산하였다. 둘은 외모가 비슷하였기 때문에
처음에는 그들을 구분할 수가 없었다.
헤라가 헤라클레스를 죽이려고 두마리의 뱀을 보냈는대 이피클레스는 무서워하며 울었으나 헤라클레스는 5살 이었음에도 불구하고 두 마리의 뱀을 목졸라 죽여버렸다. 이렇게 두 형제를 구분할 수가 있게 되었다.
알크메네는 첫째 아들 이피클레스와 둘째 아들 헤라클레스를 낳은 후 암피트리온의 딸 페리메데도 출산하였다. 알크메네는 뒤에 자신의 딸 페리메데를 친정 이복형제인 리킴니오스에게 시집보냈다.

## 같이 보기
- 암픽티온
- 암피온